# Émile Pelletier

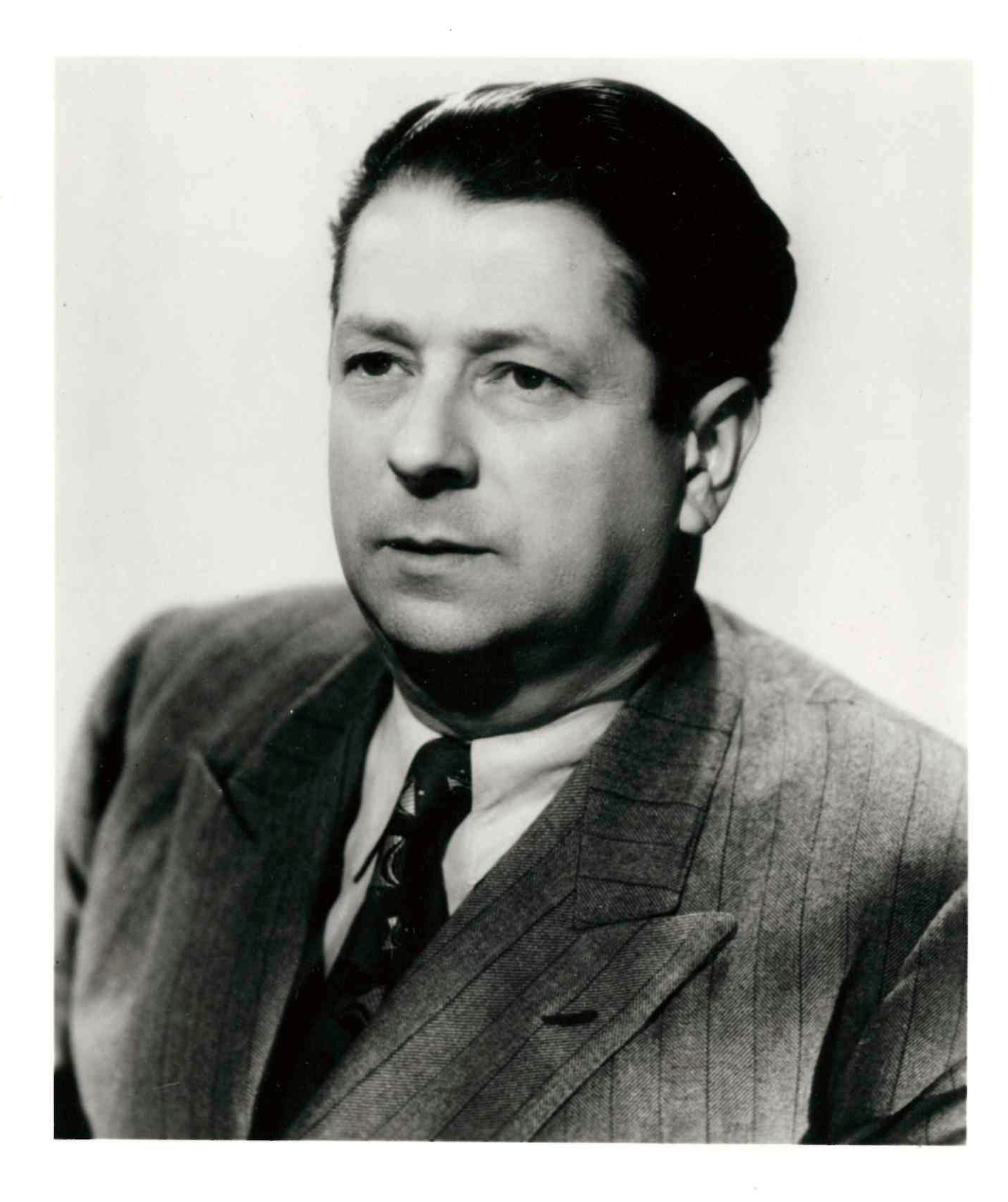
Émile Pelletier

Émile Amédée Pelletier (* 11. Februar 1898 in Saint-Brieuc, Département Côtes-du-Nord; † 15. Dezember 1975) war ein französischer Verwaltungsbeamter und Politiker, der Präfekt verschiedener Départements (u. a. 1955–1958 des Départements Seine), von 1958 bis 1959 Innenminister Frankreichs sowie zuletzt von 1959 bis 1962 Staatsminister von Monaco war.

## Leben
Pelletier trat nach dem Schulbesuch 1915 in die Verwaltung ein und wurde 1917 stellvertretender Büroleiter des Präfekten des Département Loire-Atlantique. In der Folgezeit war er in weiteren Verwaltungen tätig, und zwar von 1920 bis 1922 in der Unterpräfektur des Arrondissement Mulhouse, von 1922 bis 1925 in der Präfektur Département Pas-de-Calais (Arras), von 1925 bis 1936 in der Unterpräfektur des Arrondissement Montreuil, von 1936 bis 1939 im Arrondissement Cambrai sowie von 1939 bis 1940 Arrondissement Valenciennes. 
In der Zeit der deutschen Besetzung Frankreichs und des Vichy-Regimes übernahm Pelletier im September 1940 erstmals selbst den Posten als Präfekt und fungierte bis zu seiner Ablösung durch Gaston Mumber im Mai 1942 als Präfekt des Département Somme (das in der besetzten Nordzone lag). Danach war er als Nachfolger von Jean Quenette vom 12. Mai 1942 bis zu seiner erneuten Ablösung durch Gaston Mumber am 27. März 1943 Präfekt des Département Aisne und zugleich Regionalpräfekt der Picardie (ebenfalls in der Nordzone). Im April 1943 wurde er durch den mit dem Deutschen Reich kollaborierenden Regierungschef Pierre Laval, der zugleich der für die Präfekturverwaltung zuständige Innenminister war, aus der Verwaltung entlassen. Daraufhin schloss er sich der zur Résistance gehörenden Widerstandsbewegung Organisation civile et militaire (OCM) an und lebte von Januar 1944 bis zur Befreiung von Paris Ende August 1944 im Untergrund.
Daraufhin kehrte Pelletier in die Verwaltung zurück und war zunächst als Nachfolger von Jean Latour vom 15. März 1945 bis zu seiner Ablösung durch André Dubois am 11. Juni 1947 Präfekt des Département Seine-et-Marne. Im Anschluss übernahm er am 24. Juni 1947 von Jean Baylot den Posten als Präfekt des Département Haute-Garonne und bekleidete diesen Posten bis zum 23. September 1955, woraufhin er durch Louis Périllier abgelöst wurde. Zugleich fungierte er vom 11. April 1948 bis zum 23. September 1955 auch als Generalinspekteur der Verwaltung in besonderer Verwendung (Inspecteur général de l’administration en mission extraordinaire, IGAME) und war damit Dienstvorgesetzter der Präfekten der Departements in der 5. Region, welche der späteren Region Midi-Pyrénées entsprach. Danach wurde er am 6. Oktober 1955 Nachfolger von Paul Haag als Präfekt des Département Seine (in dem die Hauptstadt Paris lag) und verblieb in dieser Funktion bis zu seiner Ablösung durch Richard Pouzet am 2. Juni 1958.
Am 1. Juni 1958 wurde Pelletier im dritten Kabinett de Gaulle Innenminister (Ministre de l’intérieur) und bekleidete dieses Ministeramt bis zum 8. Januar 1959. Zuletzt wurde er am 12. Februar 1959 Nachfolger von Henry Soum als Staatsminister von Monaco. Der Regierungschef des Fürstentums war gemäß des französisch-monegassischen Protektoratsverhältnisses stets ein Franzose, den der Fürst von Monaco aus einer Anzahl von der französischen Regierung vorgeschlagenen Kandidaten auswählen konnte. Im Streit zwischen dem USA-freundlichen Fürsten Rainier III. und der französischen Regierung unter Charles de Gaulle um die Kontrolle des Senders Radio Monte-Carlo und den Status Monacos als Steuerparadies entließ der Monarch am 23. Januar 1962 plötzlich Pelletier als Staatsminister und betraute stattdessen den gebürtigen Monegassen Pierre Blanchy mit der Regierungsführung. Dies verärgerte die Regierung Frankreichs, die auf dem Höhepunkt des Konflikts im Oktober desselben Jahres Grenzkontrollen zwischen beiden Staaten einführte. Schließlich verabschiedete Monaco im Dezember 1962 eine neue Verfassung und im Mai 1963 schlossen Frankreich und Monaco ein Steuerabkommen. Bald darauf wurde mit Jean Reymond wieder ein Franzose zum Staatsminister ernannt.

## Veröffentlichung
- Traversée d’une époque, Memoiren, Toulouse, 1974